# Orkdals prosteri

Prosterier i Nidaros stift. Det gula området på kartan är Orkdals prosteri.

Orkdals prosteri (norska: Orkdal prosti) är ett kontrakt (prosteri, norska: prosti) i Nidaros stift inom Norska kyrkan. Kontraktet omfattar kommunerna Frøya, Heim, Hitra, Orkland, Rindal och Skaun i Trøndelag fylke i mellersta Norge.

## Socknar
Orkdals prosteri består av 18 socknar (norska: sokn eller sogn) inom sex kyrkliga samfälligheter (norska: kirkelige fellesråd), som är baserade på kommunindelningen:

### Frøya kyrkliga samfällighet
- Frøya socken

### Heims kyrkliga samfällighet
- Halsa socken
- Heims socken
- Hemne socken
- Vinje socken

### Hitra kyrkliga samfällighet
- Hitra socken

### Orklands kyrkliga samfällighet
- Agdenes socken
- Geitastrands socken
- Løkkens socken
- Meldals socken
- Orkangers socken
- Orkdals socken
- Orklands socken
- Snillfjords socken

### Skauns kyrkliga samfällighet
- Buviks socken
- Børsa socken
- Skauns socken

### Surnadals kyrkliga samfällighet
- Rindals socken